# 武田かりん
武田 かりん（たけだ かりん、1997年 - ）は、日本の映画監督・イラストレーター。スターダストプロモーション関連のSTARDUST CREATORS所属。
東京都出身。

## 経歴
中学生のころは、クラスにうまく馴染めず、クラスメイトともうまく話ができなくなって不登校となり、それを引きずったまま高校生の時には自殺未遂を起こす。人とうまく話せないで人と関われないが、一方で人と関わりたいとも思い、絵を描いていた。美術の先生に映画の名作を観て、好きなシーンを停めて、そのシーンをクロッキーすることで構図の勉強をするという課題を出される。その時に選んだ映画が『時計じかけのオレンジ』で、衝撃を受けると共にエディングクレジットに大勢の人の名前が出てくることから、「映画にはこんなに多くに人たちが関わっている」と思うようになった。ちょうど高校卒業後の進路を決める時期であり、このまま絵の勉強を続けるよりも、きちんと人と関わってモノづくりをしてみたいと思うようになり、エンドクレジットの中の1人にだったら自分でもなれるかもしれないと、映画の学校にへ進学することを決め、東京工芸大学芸術学部映像学科へ進学する。
在学中は先輩の自主製作映画で制作部や助監督などいろいろな現場を経験するが、監督はやっていない。東京工芸大学映像学科映画研究室の卒業制作が始まり武田に監督の座がやってくる。武田自身も自分が監督をやるとは思っていなかったし、自分が監督に向いているとも、監督ができるとも考えていなかった。そうやって完成した短編映画『そして私はパンダやシマウマに色を塗るのだ。』は卒業制作展で上映されるに留まらず、SKIPシティ国際Dシネマ映画祭でオンライン上映されるなど、話題を集めることになった。
2020年、大学卒業とともに一人で自主製作映画『ブルーを笑えるその日まで』の企画を立ち上げる。
2021年、1年後の長編映画の撮影を目指して、約3分間のパイロット版『ブルーを笑えるその日まで』を制作。
2023年、『ブルーを笑えるその日まで』が、SKIPシティ国際Dシネマ映画祭2023にて長編映画部門の応募総数92本の作品の中から選出され、ワールドプレミア上映された。
2023年、『ブルーを笑えるその日まで』が、第24回TAMA NEW WAVEにて、コンペティション部門にノミネート作品に選出された。コンペティションプログラムは11月18日にヴィータホールで開催された。

## 人物
中学生時代から周囲とうまく溶け込むことが出来ず、高校生時代には自殺未遂をおこした経験がある。自身の中では大きなコンプレックスであったが、あるとき1つのニュースを見たことが武田の転換点となった。それは「10代の死因で一番多いのは自殺である」という内容であった。ひとりぼっちでブルーな青春を過ごした自分と重なる部分があり、その想いを伝えたいと思ったことが、映画製作の原動力となる。
大学進学後は絵を描くことは止めていたが、卒業後にコロナ禍となって出歩けなくなったことから再び描くようになり、イラストの仕事も請け負っている。
2023年7月に開催されたSKIPシティ国際Dシネマ映画祭2023に自身初の長編作『ブルーを笑えるその日まで』がノミネートされるも、受賞には至らなかった。当時を回顧して、「受賞を逃したときに悔しくて涙が止まらなかった。自身の映画への想いを再認識させられた」と語っている。

## 監督作品

### 映画
- 『そして私はパンダやシマウマに色を塗るのだ。』(2020)[2]
  - SKIPシティ国際Dシネマ映画祭2020国内コンペディション短編部門ノミネート
  - カナザワ映画祭2020「期待の新人監督」ノミネート。主演の有雪が期待の新人俳優賞授賞[8]
  - 神戸インディペンデント映画祭2020 コンペ部門 美術賞授賞[9]
- 『ブルーを笑えるその日まで』(2023年12月8日公開予定)[3]。
  - SKIPシティ国際Dシネマ映画祭2023国内コンペティション長編部門ノミネート
  - 第24回TAMA NEW WAVEにてコンペティション部門にノミネート

### ドラマ
- マイストロベリーフィルム 第3話・第4話（2024年3月1日・8日、毎日放送）- 監督[10]
- アイメイド・マーメイド（2024年8月4日 - 、テレビ神奈川） - 監督[11]